# Alucinación hipnopómpica
Se denominan alucinaciones hipnopómpicas a aquellas que se producen en un estado intermedio entre el sueño y la vigilia, es decir, ocurren cuando nos estamos despertando. Son percepciones visuales (imágenes intensas, auditivas o táctiles) que aparecen cuando se está despertando del sueño, cuyo vínculo con la realidad objetiva no está clara, pero son experimentadas como tales, de manera que el sujeto no las distingue de una experiencia normal vivida completamente despierto. También suelen ocurrir durante el fenómeno de parálisis del sueño. No son patológicas. Son inofensivas, aunque podrían estar ocasionadas por niveles de estrés o ansiedad elevados. Este tipo de alucinaciones son parte de las alucinaciones hípnicas.